# Pesaro

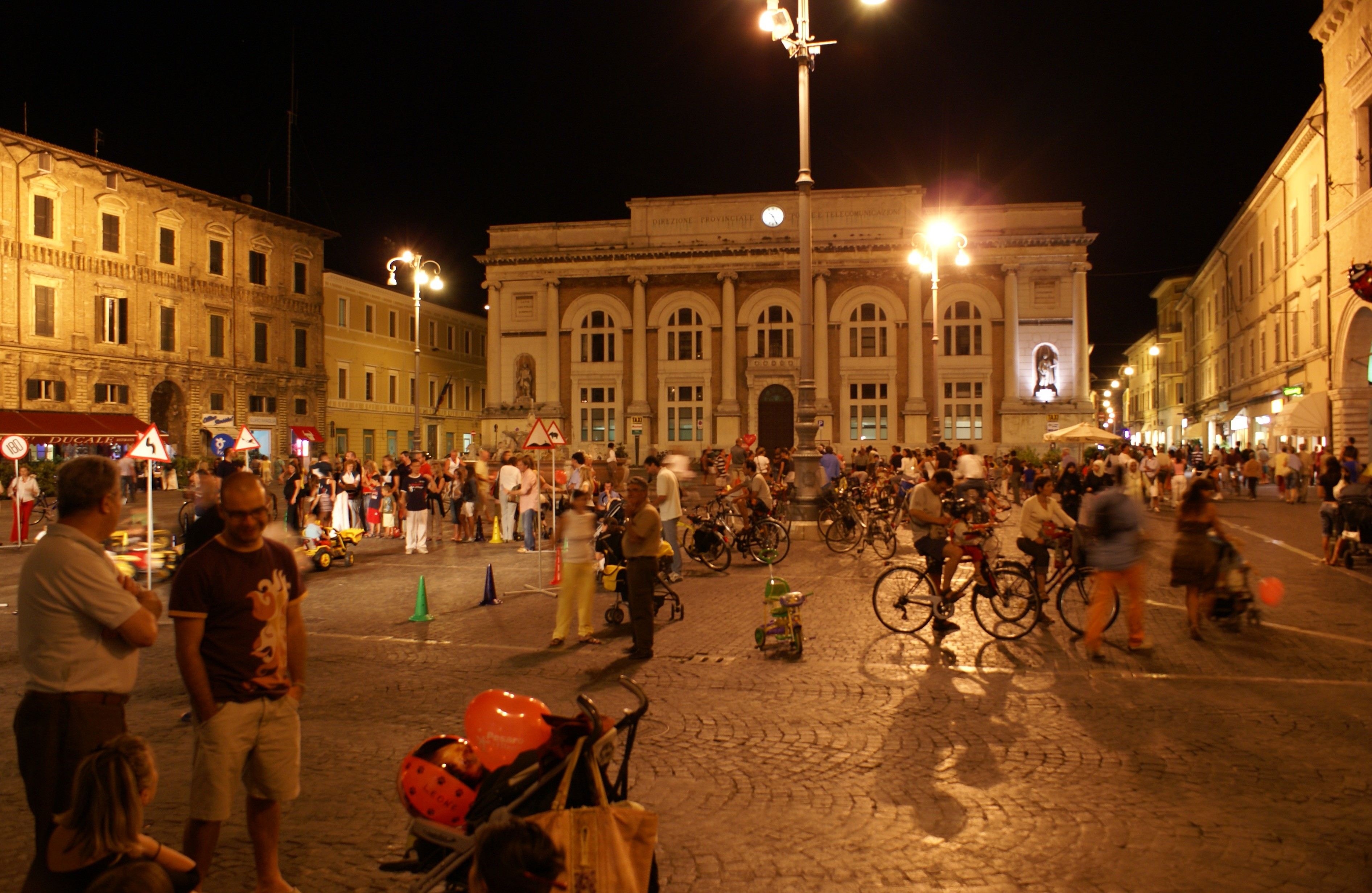
Centrum Pesara

Pesaro (italsky: [ˈpeːzaro]; romagnolsky: Pés're) je obec (comune) v italském regionu Marche, hlavní město provincie Pesaro a Urbino, nacházející se na pobřeží Jaderského moře. Podle sčítání lidu z roku 2011 žilo ve městě 95 011 obyvatel, což z něj činí druhé nejlidnatější město v regionu Marche, hned po Anconě. Pesaro bylo italskou ekologickou organizací Legambiente označeno za „město cyklistiky“ (città della bicicletta) díky rozsáhlé síti cyklostezek a podpoře cyklistiky. Je také známé jako „město hudby“ (città della musica), protože je rodištěm skladatele Gioacchina Rossiniho. V roce 2015 italská vláda podala návrh na zapsání Pesara na seznam „kreativních měst“ světového dědictví UNESCO. V roce 2017 Pesaro obdrželo ocenění Evropské město sportu spolu s městy Aosta, Cagliari a Vicenza.
Místní průmysl zahrnuje rybolov, výrobu nábytku a cestovní ruch. V roce 2020 došlo ke sloučení s bývalou obcí Monteciccardo, která se nyní stala městskou částí (frazione) Pesara. Jeho městská část Fiorenzuola di Focara patří mezi I Borghi più belli d’Italia („Nejkrásnější historická sídla v Itálii“).

## Historie
Město bylo založeno Římany v roce 184 př. n. l. jako kolonie Pisaurum na území Picenů, lidí, kteří během doby železné obývali severovýchodní pobřeží. V roce 1737 bylo na místním poli nalezeno čtrnáct starověkých votivních kamenů, z nichž každý nesl nápis jména římského boha. Tyto nápisy byly napsány v předetruském písmu, což naznačuje, že oblast byla osídlena mnohem dříve než v roce 184 př. n. l., kdy zde vznikla kolonie Picenů.
Osídlení kmene Picenů bylo nalezeno v Novilaře. Severní Picenové byli ve 4. století př. n. l. napadeni galskými Senony, předtím Etrusky, a v době kdy Římané do oblasti dorazili, tvořilo obyvatelstvo etnickou směs. Římané rozdělili a vyhnali Galy ze země.
Pod římskou správou se Pesaro, křižovatka na Via Flaminia, stalo důležitým centrem obchodu a řemesel. Po pádu Západořímské říše bylo Pesaro obsazeno Ostrogóty a zničeno Witigem (539) během gótské války. O pět let později bylo po byzantském znovudobytí narychlo obnoveno a stalo se součástí tzv. Pentapolis, která byla součástí Ravennského exarchátu. Po dobytí Lombardy a Franky se Pesaro stalo součástí Papežského státu.
Během renesance bylo město postupně ovládáno rody Montefeltrů (1285–1445), Sforzů (1445–1512) a Della Rovere (1513–1631). Za vlády posledního rodu, který si Pesaro zvolil za hlavní město svého vévodství, zažilo město svůj největší rozkvět, zahrnující výstavbu mnoha veřejných a soukromých paláců a vybudování nových hradeb (Mura Roveresche). V roce 1475 se v Pesaru odehrála legendární svatba mezi Costanzem Sforzou a Camillou d'Aragona.
Dne 11. září 1860 vstoupily do města piemontské jednotky a Pesaro bylo následně připojeno k novému Italskému království (viz také bitva u Castelfidarda).
Pesaro bylo výrazně poškozeno při zemětřeseních v Rimini v roce 1916. Historické centrum bylo opuštěno po zemětřesení 16. srpna, které zanechalo 14 000 lidí bez domova, přičemž ti byli nuceni žít ve 2 000 stanech. Mnohé vesnice v jeho okolí také utrpěly kolaps budov.

## Vývoj počtu obyvatel
Počet obyvatel

## Osobnosti města

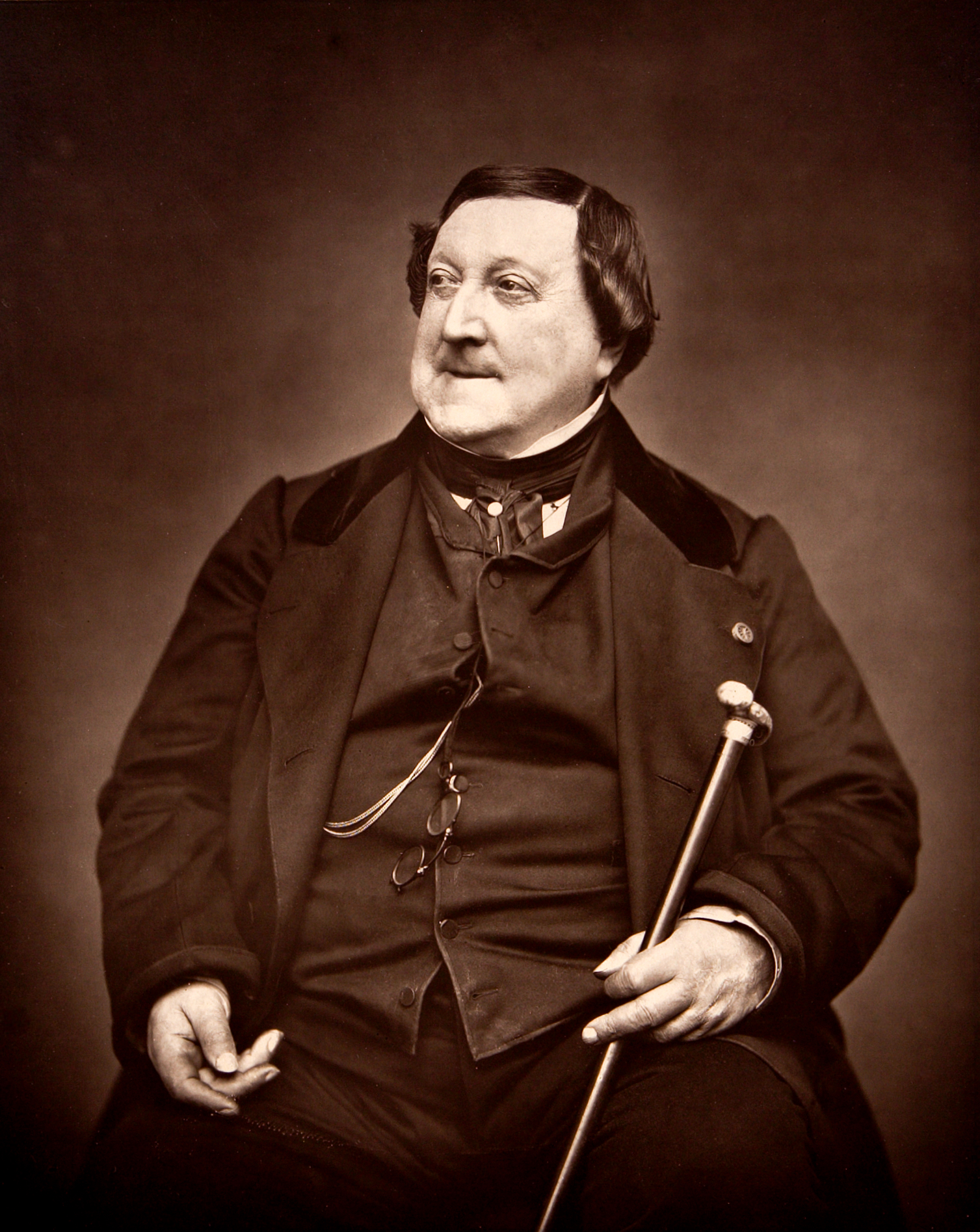
Hudební skladatel Gioacchino Rossini (1792–1868)

- Lucius Accius (asi 170 př. n. l. – asi 85 př. n. l.), římský autor tragédií
- Gaius Suetonius Paulinus (~40 n. l.), římský generál a guvernér Británie
- Giovanni Sforza (1466–1510), condottiero a první manžel Lucrezie Borgie
- Pasquale Bini (1716–1770), italský houslista
- Gioacchino Rossini (1792–1868), italský hudební skladatel
- Renata Tebaldiová (1922–2004), italská sopranistka
- Riz Ortolani (1926–2014), filmový hudební skladatel
- Roberto Burioni (* 1962), lékař a profesor mikrobiologie a virologie
- Gianni Morbidelli (* 1968), italský automobilový závodník, účastník Formule 1
- Massimo Ambrosini (* 1977), italský fotbalista
- Luca Nardi (* 2003), italský profesionální tenista

## Partnerská města
- Keita, Niger, 1987
- Lublaň, Slovinsko, 1964
- Nanterre, Francie, 1969
- Rafáh, Palestina
- Rovinj, Chorvatsko, 1999
- Čchin-chuang-tao, Čína
- Watford, Spojené království, 1988